# 都通 (名古屋市)
都通（みやことおり）は、愛知県名古屋市千種区の地名。

## 歴史

### 沿革
- 1935年（昭和10年）11月5日 - 東区千種町の一部により、同区都通として成立[2]。
- 1937年（昭和12年）10月1日 - 千種区編入に伴い、同区都通となる[2]。
- 1966年（昭和41年）1月10日 - 名古屋市老人福祉会館内に「高齢者無料職業紹介相談所」が設置される[3]。
- 1980年（昭和55年）11月23日 - 千種区内山一丁目・内山二丁目・内山三丁目・今池四丁目・神田町・豊年町にそれぞれ編入され[4]消滅[2]。

### 町名の変遷
| 実施後     | 実施年月日     | 実施前（特記なければ各町丁の一部） |
| ---------- | -------------- | --- |
| 今池四丁目 | 1980年11月23日 | 覚王山通三丁目、覚王山通四丁目、覚王山通五丁目、神田町三丁目、神田町四丁目（全域）、千種町字池田、千種町字内山、都通三丁目、都通四丁目、若竹町三丁目、若竹町四丁目       |
| 内山一丁目 | 1980年11月23日 | 内山町一丁目、千種町字池ノ内、千種町字北裏、都通二丁目、都通三丁目、豊年町二丁目、豊年町三丁目（全域）                                                                   |
| 内山二丁目 | 1980年11月23日 | 神田町二丁目、神田町三丁目、千種町字池田、都通二丁目、都通三丁目、若竹町二丁目、若竹町三丁目                                                                             |
| 内山三丁目 | 1980年11月23日 | 内山町一丁目、内山町三丁目（全域）、覚王山通一丁目、覚王山通二丁目、覚王山通三丁目、千種町字内山、千種町字北裏、千種町字北畑、千種町字西裏、都通三丁目、都通四丁目       |
| 神田町     | 1980年11月23日 | 神田町一丁目（全域）、神田町二丁目、松軒町四丁目、千種町字松軒、千種町字豊前、千種町字茂左西、仲田本通一丁目、都通一丁目、都通二丁目、若竹町一丁目（全域）、若竹町二丁目 |
| 豊年町     | 1980年11月23日 | 松軒町二丁目、松軒町三丁目、千種町字豊前、豊年町一丁目、豊年町二丁目、都通一丁目、都通二丁目                                                                             |